# 大村市立三浦小学校
大村市立三浦小学校（おおむらしりつ みうらしょうがっこう、Omura City Miura Elementary School）は、長崎県大村市日泊町にある公立小学校。略称「三浦小」（みうらしょう）。大村市最南端に位置する小学校である。

## 概要
歴史
1874年（明治7年）に開校した「第五大学区第三中学区三浦小学校」を前身とする。
学校教育目標
「自ら学び、心豊かでたくましく生きる児童の育成」
校章

校歌
1964年（昭和39年）3月に創立90周年を記念して制定された。歌詞は3番まであり、各番に校名の「三浦小学校」が登場する。
校区
大村市西部町・日泊町・溝陸町・今村町。中学校区は大村市立玖島中学校区。

## 沿革
前史
- 1872年（明治5年）1月 - 東彼杵郡三浦村日泊郷の福田茂六宅に児童を集め、読み書き、算盤の教授を開始。

正史
- 1874年（明治7年）
  - 1月 - 学制に基づき、「第五大学区第四中学区三浦小学校」が開校。
  - 5月 - 「三浦村下等小学校」と改称。
  - 7月 - 日泊郷西の宮嵜神社付近に校舎を新築し、移転を完了。
- 1883年（明治16年）1月 - 学区制により、「三浦学区公立中等三浦小学校」と改称。
- 1885年（明治18年）6月 - 学区制の改正により、「大村学区公立中等三浦小学校」と改称。
- 1886年（明治19年）10月 - 小学校令の施行により、「簡易三浦小学校」（3年制）と改称。
- 1889年（明治22年）4月1日 - 町村制の施行により、三浦村立の小学校となる。
- 1890年（明治23年）6月 - 日泊郷西（元・三浦中学校校地の東隔）に校舎を新築し、移転を完了。
- 1891年（明治24年）6月 - 「尋常三浦小学校」（4年制）に改称。
- 1893年（明治26年）4月1日 - 小学校令の一部改正に伴い、「三浦尋常小学校」に改称（「尋常」の位置が変わる）。
- 1908年（明治41年）4月1日 - 小学校令の一部改正に伴い、義務教育期間が尋常科4年から尋常科6年に延長される。
- 1927年（昭和2年）4月 - 日泊郷字神上に校舎を新築し移転を完了。高等科（2年制）を設置し、「三浦尋常高等小学校」（尋常科6年・高等科2年）と改称。
- 1936年（昭和11年）6月 - 2教室を増築し、校庭を拡張。
- 1941年（昭和16年）4月1日 - 国民学校令の施行により、「三浦村国民学校」に改称。尋常科を初等科に改称（初等科6年・高等科2年）。
- 1942年（昭和17年）2月11日 - 三浦村が大村市に編入されたことにより、「大村市三浦国民学校」に改称。
- 1947年（昭和22年）4月1日 - 学制改革（六・三制の実施）が行われる。
  - 旧・三浦国民学校の初等科（6ヶ年）が改組され、「大村市立三浦小学校」（現校名）が発足。
  - 旧・三浦国民学校の高等科（2ヶ年）が改組され、大村市立三浦中学校[2]（新制中学校）が発足し、当面の間小学校に併設される。
- 1949年（昭和24年）3月 - 大村市立三浦中学校[2]が独立移転したことにより、併設を解消。ただし校長の兼任は継続。
- 1954年（昭和29年）3月 - 校長の小中兼任が解かれ、小学校専任となる。創立80周年を記念し、校旗を制定。
- 1956年（昭和31年）1月 - 旧養蚕（ようさん）室を家庭科室に改築。
- 1957年（昭和32年）7月 - 大水害で校舎・校地に大きな被害を受ける。
- 1962年（昭和37年）3月 - 給食室が完成し、完全給食を実施。
- 1964年（昭和39年）3月 - 創立90周年を記念して校歌を制定。
- 1965年（昭和45年）9月 - プールが完成。
- 1974年（昭和49年）
  - 1月26日 - 創立100周年記念式典を挙行。
  - 8月 - 現在地に鉄筋コンクリート造の新校舎が完成し、移転を完了。
- 1976年（昭和51年）3月 - 体育館が完成。
- 1980年（昭和55年）12月 - 高鉄棒を2間設置。
- 1981年（昭和56年）2月 - 校門の土手にツツジを植樹、ヘツカニガキを校地内に移植。
- 1982年（昭和57年）3月 - 学校農園を開墾。
- 1985年（昭和60年）9月 - 町名変更により、学校所在地が「日泊町590番地」（現住所）に変更。
- 1986年（昭和61年）3月 - 理科室の西側に温室が完成。
- 1987年（昭和62年）3月 - 理科室の横に飼育小屋が完成。
- 1989年（平成元年）
  - 1月 - すべり台を新設。
  - 10月 - 同窓会からの寄贈により、校旗を新調。
- 1992年（平成4年）8月 - 竪穴建物が完成。
- 1995年（平成7年）2月 - 竪穴建物を撤去。
- 1998年（平成10年）8月 - 校舎と体育館の大規模改修を実施。
- 2000年（平成12年）9月 - コンピュータ室を設置。プレハブ2階建ての生活科室が完成。
- 2006年（平成18年）4月1日 - 2学期制を開始。
- 2011年（平成23年）8月 - 体育館の耐震化工事を完了。

## アクセス
最寄りのバス停
- 県営バス 大村市内線・小学校前バス停

最寄りの国道・県道
- 長崎県道37号大村貝津線

## 周辺
- 大村市役所三浦出張所
- 大村三浦郵便局
- 長崎県警察 大村警察署 三浦警察官駐在所
- 三浦保育園
- 日泊集会所
- 宮嵜神社
- 浄土寺
- 大村湾

## 同名の小学校
- 豊後高田市立三浦小学校（大分県豊後高田市）
- 宇和島市立三浦小学校（愛媛県宇和島市）

## 参考資料
- 「大村市史 下巻」（1961年（昭和36年）2月11日発行, 大村市役所）

## 関連事項
- 長崎県小学校一覧